# Luis Alberto Gómez
Pour les articles homonymes, voir Gomez.
Luis Alberto Gómez est l'une des quatre paroisses civiles de la municipalité d'Atures dans l'État d'Amazonas au Venezuela. Sa capitale est Puerto Ayacucho, la capitale de l'État.